# Takeoff

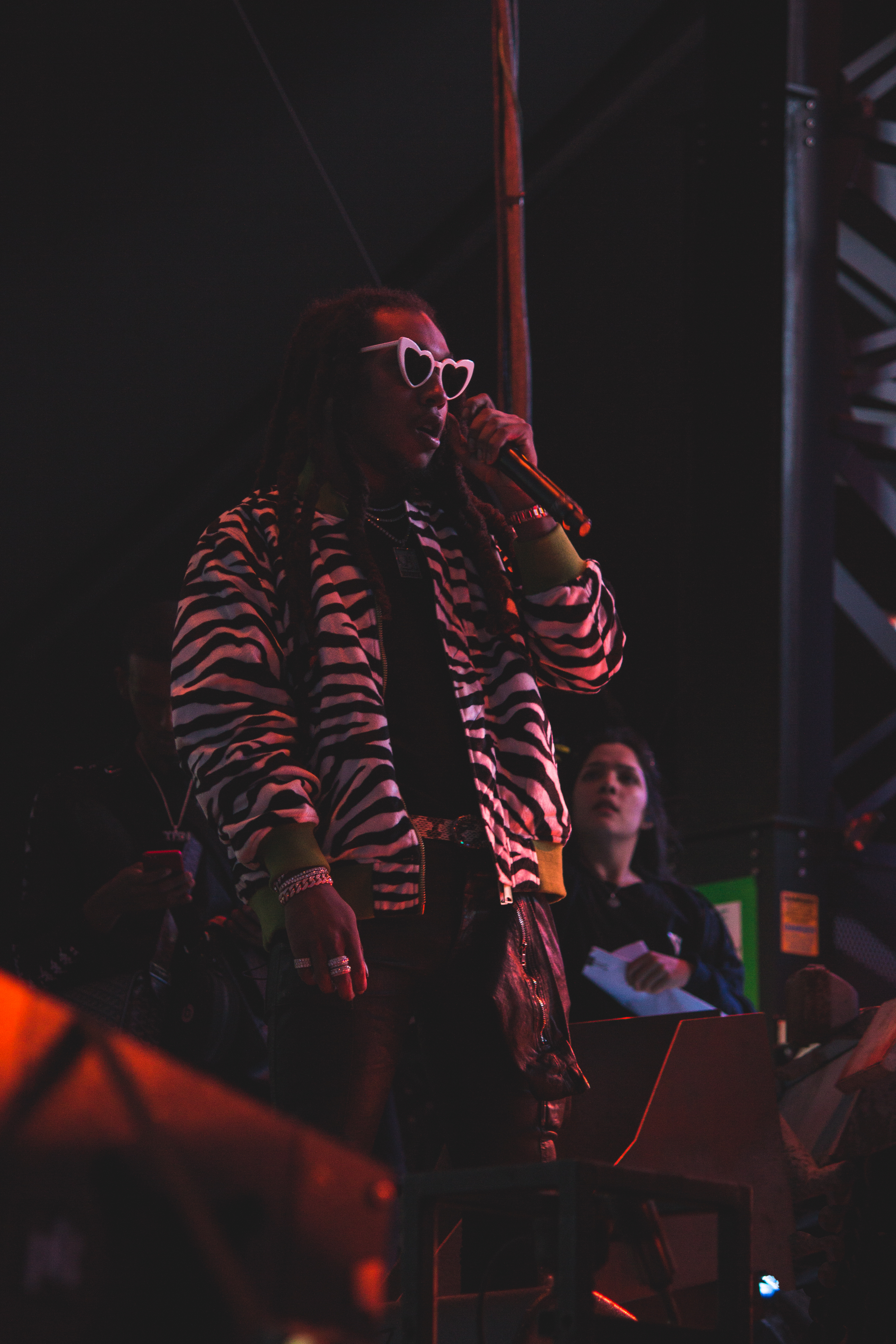
鮑爾在2017年VELD音樂節上演出

柯什尼克·哈里·鮑爾（英語：Kirshnik Khari Ball，1994年6月18日—2022年11月1日），知名於其藝名Takeoff，美國饒舌歌手和陷阱音樂家。出生於佐治亚州劳伦斯维尔，鮑爾是嘻哈團體Migos和一呼一吸中的前成員，在YouTube界上擁有11億的观看。2022年11月1日遭枪殺而身亡，年僅28歲。

## 早年生活
1994年6月18日，鮑爾出生於美國的佐治亚州劳伦斯维尔，從小被母親和叔叔Quavo（本名奎韋斯·科亞特·馬歇爾）及堂兄Offset（本名克里・肯德雷爾・希胡斯）撫養長大，國中時，鮑爾就讀於伯克馬高中的國中部，期間他開始製作節拍和發展節奏，直到17歲時才開始專業製作音樂。

## 職業生涯

### 2008年–2018年
2008年，鮑爾與叔叔Quavo和堂兄Qffset在美國佐治亚州劳伦斯维尔組成了一個團隊Migos，就此期間鮑爾以Takeoff為藝名，馬歇爾以Quavo、希胡斯以Qffset為其藝名便以饒舌歌手的身分出道，最初他們是以Polo Club為這個團隊名，後來才三人才打算更名為Migos。2013年，他們發布他們選自混音帶專輯《Y.R.N.年輕富有的黑鬼》的首支商業單曲《范思哲》後名聲鵲起。2015年7月，他們發行了首張錄音室專輯《容富國》，其中饒舌歌手克里斯·布朗和揚·薩格也參與了客串演出，這張專輯在Billboard 200的第17位排行達到頂峰。2014年至2016年期間，他們參演了短片《Bando》和《亞特蘭大》。2017年，鮑爾和其他兩人發行了第二張錄音室專輯《文化》在發行一周後移動了131,000張專輯等價單位，售出44,000張，同年，他們還在2017年的VELD音樂節上演出。2018年，他們發行第四章錄音室專輯《文化》，在發行一天後就登上了Billboard 200的第一名，銷售量達到199,000份，其中售出了38,000份。

### 首張個人錄音室專輯
2018年，在團體第二張錄音室專輯《文化》發行後，鮑爾宣布在下個月開始發行他的個人專輯，並命名為《最後的火箭》，宣布兩天後他發行了專輯中的第一首單曲〈Last Memory〉，並於11月2日正式發行該專輯。

### 2022年：最後的職業生涯
2022年他與叔叔Quavo組成一個嘻哈文化超級組合一呼一吸，之後發行了此團體的首張錄音室專輯《專為Infinity Links打造》廣受好評。

## 逝世
2022年11月1日，鮑爾與其他Migos的成員Quavo和Offset在美國德克薩斯州休士頓的一間保齡球館私人派對中，當時馬歇爾（Quavo）和希胡斯（Offset）正在和其他人玩骰子賭博，鮑爾則是當旁觀者，在當時Quavo輸了千元美金給一個人而吵了起來，鮑爾依然靜靜的看著，直到兩人打了起來之後，其他旁觀者也對著Quavo開了搶，但是子彈一不小心中了鮑爾，鮑爾立馬當場倒下，於清晨2:30分被宣告不治。

## 音樂作品

### 專輯
- Cocoon（Migos的迷你專輯）。
- HOTEL LOBBY – A COLORS SHOW。
- My Family（Migos，卡羅爾·G，和史努比狗狗的音樂專輯）。
- Y.R.N.年輕富有的黑鬼（英语：Y.R.N. (Young Rich Niggas)）（2013年發行）Migos的混音帶專輯。
- 無標籤2（英语：No Label 2）（2014年發行）Migos的混音帶專輯。
- 富有的黑鬼時間表（英语：Rich Nigga Timeline）（2014年發行）Migos的混音帶專輯。
- 容富國（英语：Yung Rich Nation）（2015年發行）Migos的錄音室專輯。
- Back to the Bando（2015年發行）Migos的錄音室專輯。
- MigoThuggin（2016年發行）Migos和揚·薩格的的錄音室專輯。
- 3路（英语：3 Way (EP)）（2016年發行）Migos的迷你專輯。
- 文化（英语：Culture (album)）（2017年發行）Migos的錄音室專輯。
- Bright: The Album（2017年發行）Migos和棉花糖的專輯。
- 質量控制：控制The Streets，第1卷（英语：Quality Control: Control The Streets Volume 1）（2017年發行）Migos的合輯，質量控制音樂公司（英语：Quality Control Music）。
- 文化2（英语：Culture II）（2018年發行）Migos的錄音室專輯。
- 最後的火箭（英语：The Last Rocket）（2018年發行）鮑爾的錄音室專輯。
- 機甲2瘦（英语：Racks 2 Skinny）（2020年發行）Migos的專輯。
- 文化3（英语：Culture III）（2022年發行）Migos的錄音室專輯。
- 專為Infinity Links打造（英语：Only Built for Infinity Links）（2022年發行）一呼一吸的專輯，Quality Control Music / Motown公司。

### 歌曲
- Versace (2013年)Migos專輯《Y.R.N.年輕富有的黑鬼（英语：Y.R.N. (Young Rich Niggas)）》。
- YPR（2014年）收錄在揚·薩格的專輯《Thuga Thug》a。
- Handsome And Wealthy（2014年）Migos的專輯《無標籤2（英语：No Label 2）》。
- Fight Night（2014年）Migos的專輯《無標籤2（英语：No Label 2）》。
- Bad and Boujee（2016年）。
- Cocoon（2016年）Migos的迷你專輯《Cocoon》。
- Can’t Go Out Sad（2016年）Migos的專輯《3路（英语：3 Way (EP)）》。
- Deadz（2017年）Migos的專輯《文化（英语：Culture (album)）》。
- Slippery（2017年）Migos的專輯《文化（英语：Culture (album)）》。
- T-Shirt（2017年）Migos的迷專輯《文化（英语：Culture (album)）》。
- Get Right Witcha（2017年）Migos的專輯《文化（英语：Culture (album)）》。
- Danger（2017年）Migos和棉花糖的專輯《Bright: The Album》。
- Interview（2017年）Migos的合輯《質量控制：控制The Streets，第1卷（英语：Quality Control: Control The Streets Volume 1）》。
- Kelly Price（2017年）Migos的專輯《文化（英语：Culture (album)）》。
- What The Price（2017年）Migos的專輯《文化（英语：Culture (album)）》。
- Open It Up（2018年）。
- CC（2018年）Migos的專輯《文化2（英语：Culture II）》。
- Stir Fry（2018年）Migos的專輯《文化2（英语：Culture II）》。
- Gang Gang（2018年）Migos的專輯《文化2（英语：Culture II）》。
- Walk It Talk It（2018年）Migos的專輯文化2（英语：Culture II）。
- Last Memory（2018年）鮑爾的專輯《最後的火箭（英语：The Last Rocket）》。
- The Last Rocket（2018年）Migos的專輯《文化2（英语：Culture II）》。
- Notice Me（2018年）Migos的專輯《文化2（英语：Culture II）》。
- MotorSport（2018年）Migos的專輯文化2（英语：Culture II）。
- Casper（2018年）鮑爾的專輯《最後的火箭（英语：The Last Rocket）》。
- Narcos（2018年）Migos的專輯《文化2（英语：Culture II）》。
- Pure Water（2019年）收錄在DJ馬斯塔德的專輯《Perfect Ten（英语：Perfect Ten (album)）》。
- My Family（2019年）收錄在Migos，卡羅爾·G，和史努比狗狗的專輯《My Family》。
- Racks 2 Skinny（2020年）Migos的專輯《機甲2瘦（英语：Racks 2 Skinny）》。
- Freestyle（2021年）。
- Having Our Way（2021年）Migos的專輯《文化3（英语：Culture III）》。
- Need It（2021年）Migos的專輯《文化3（英语：Culture III）》。
- Straightenin（2021年）Migos的專輯《文化3（英语：Culture III）》。
- How We Coming（2021年）Migos的專輯《文化3（英语：Culture III）》。
- Avalanche（2021年）Migos的專輯《文化3（英语：Culture III）》。
- Modern Day（2021年）Migos的專輯《文化3（英语：Culture III）》。
- Too Blessed（2021年）收錄在里奇小子（英语：Rich the Kid）的音樂專輯《Lucky 7》。
- HOTEL LOBBY (Unc & Phew)（2022年）一呼一吸的專輯《專為Infinity Links打造（英语：Only Built for Infinity Links）》。
- Messy（2022年）一呼一吸的專輯《專為Infinity Links打造（英语：Only Built for Infinity Links）》。
- Nothing Changed（2022年）一呼一吸的專輯《專為Infinity Links打造（英语：Only Built for Infinity Links）》。
- To The Bone（2022年）一呼一吸的專輯《專為Infinity Links打造（英语：Only Built for Infinity Links）》。
- Us vs. Them（2022年）一呼一吸的專輯《專為Infinity Links打造（英语：Only Built for Infinity Links）》。
- HOTEL LOBBY – A COLORS SHOW（2022年）HOTEL LOBBY – A COLORS SHOW。
- We Set The Trends（2022年）收錄在吉姆·瓊斯（英语：Jim Jones (rapper)）的專輯《Gangsta Grillz: We Set the Trends》。
- Chocolate（2022年）一呼一吸的專輯《專為Infinity Links打造（英语：Only Built for Infinity Links）》。

### 参演影片
| 电影   | 电影     | 电影                       | 电影            |
| 年份   | 标题     | 角色                       | 注              |
| ------ | -------- | -------------------------- | --------------- |
| 2014年 | Bando    | Quavo, Takeoff and Offset* | 短片            |
| 电视   |          |                            |                 |
| 年份   | 标题     | 角色                       | 注              |
| 2016年 | 亚特兰大 | Quavo, Takeoff and Offset* | 插曲:“孤注一掷” |

注:
- 三个成员的演出角色均为剧本中的自己。